# Arnaud Delalande
Arnaud Delalande (Herblay, 1971) è uno sceneggiatore e scrittore francese.
È considerato uno degli autori francesi più promettenti nel campo del romanzo storico-avventuroso e del giallo. I suoi romanzi sono stati tradotti in 17 Paesi. È un membro della Société des auteurs de Normandie.
Ha iniziato a lavorare come sceneggiatore di film di vario genere per la televisione, cortometraggi e cartoni animati. Parallelamente ha iniziato la carriera da scrittore.
Nel 1998 ha pubblicato il suo primo romanzo Notre-Dame sous la terre, successivamente pubblica La Musique des morts nel 2000 e L'Église de Satan nel 2002.
Nel 2006 scrive Le Piège de Dante che viene pubblicato in Italia il 13 settembre 2007 dalla Casa Editrice Nord con il titolo La trappola di Dante. Nel 2007 ha pubblicato La Lance de la Destinée, in Italia è stato pubblicato, sempre dalla Casa Editrice Nord, il 18 settembre 2008 con il titolo La lancia del destino.
Il suo ultimo libro è Les fables de sang pubblicato in Francia nel 2009.

## Opere
- Notre-Dame sous la terre (1998)
- La Musique des morts (2000)
- L'Église de Satan (2002)
- Le Piège de Dante (2006)
- La Lance de la Destinée (2007)
- Les fables de sang (2009)

### In Italia
- La trappola di Dante (Le Piège de Dante) nel 2007
- La lancia del destino (La Lance de la Destinée) nel 2008
- Il traditore di Versailles (Les fables de sang) nel 2010